# Torchwood
Torchwood är en brittisk TV-serie med inslag av science fiction och kriminaldrama. Skapad av Russell T. Davies som även ligger bakom nysatsningen av Doctor Who (2005), som serien är en avknoppning från. De båda TV-serierna utspelar sig i samma fiktiva universum (kapten Jack Harkness förekommer i båda). Torchwood är ursprungligen ett anagram på Doctor Who, som användes i början av nyproduktionen av den senare för att undvika läckor, men blev senare ett stående inslag i den andra säsongen.  Serien började sändas på BBC 3 den 22 oktober 2006. I svensk TV sändes Torchwood i TV4+ med början 24 juni 2007. Den andra säsongen av serien började sändas på BBC Two den 16 januari 2008 och hade sin premiär på TV4+ den 6 juli 2008. Den tredje säsongen, "Children of the Earth" var en miniserie bestående av fem en-timmes avsnitt. Den hade premiär på BBC One den 6 juli 2009. Den fjärde säsongen sändes 2011 och bestod av tio avsnitt med titeln "Miracle Day". Den hade premiär den 8 juli 2011 i USA och den 14 juli 2011 i Storbritannien.

## Rollista
| Namn                 | Skådespelare       | Säsong    | Säsong    | Säsong    | Säsong    |
| Namn                 | Skådespelare       | 1         | 2         | 3         | 4         |
| -------------------- | ------------------ | --------- | --------- | --------- | --------- |
| Kapten Jack Harkness | John Barrowman     | Huvudroll | Huvudroll | Huvudroll | Huvudroll |
| Gwen Cooper          | Eve Myles          | Huvudroll | Huvudroll | Huvudroll | Huvudroll |
| Ianto Jones          | Gareth David-Lloyd | Huvudroll | Huvudroll | Huvudroll |           |
| Owen Harper          | Burn Gorman        | Huvudroll | Huvudroll |           |           |
| Toshiko Sato         | Naoko Mori         | Huvudroll | Huvudroll |           |           |
| Rhys Williams        | Kai Owen           | Biroll    | Biroll    | Huvudroll | Huvudroll |
| Martha Jones         | Freema Agyeman     |           | Biroll    |           |           |
| Rex Matheson         | Mekhi Phifer       |           |           |           | Huvudroll |
| Esther Drummond      | Alexa Havins       |           |           |           | Huvudroll |
| Oswald Danes         | Bill Pullman       |           |           |           | Huvudroll |